# Provincia di Sidi Ifni
La provincia di Sidi Ifni è una delle province del Marocco, parte della Regione di Guelmim-Oued Noun.

## Geografia antropica

### Suddivisioni amministrative
La provincia di Sidi Ifni conta 2 municipalità e 17 comuni.

#### Municipalità
- Sidi Ifni
- Lakhsass

#### Comuni
- Anfeg
- Arbaa Ait Abdellah
- Aït Erkha
- Boutrouch
- Ibdar
- Imi-Nfas
- Mesti
- Mirleft
- Sbouya
- Sebt Ennabour
- Sidi Abdallah Ou Belaid
- Sidi H'saine Ou Ali
- Sidi M'bark
- Tangarfa
- Tighirt
- Tioughza
- Tnine Amellou